# Wesseln
Wesseln est une commune allemande du Schleswig-Holstein, située dans l'arrondissement de Dithmarse (Kreis Dithmarschen), immédiatement au nord-ouest de la ville de Heide. Wesseln fait partie de l'Amt Heider Umland (« Heide-campagne ») qui regroupe onze communes autour de Heide.